# Кубок світу з біатлону 2015—2016, мас-старт, жінки
Залік гонок із масовим стартом серед жінок у рамках Кубка світу з біатлону 2015-16 складався з 6 гонок. Свій титул володарки малого кришталевого глобусу відстоювала німкеня Франциска Пройс.

## Формат
У гонках з масовим стартом беруть участь 30 біатлоністок, стартуючи водночас. Переможцем стає та з них, яка першою перетне фінішну лінію. Гонка проводиться на дистанції 12,5 км, спортсменики долають 5 кіл і чотири рази виконують стрільбу: двічі з положення лежачи й двічі з положення стоячи. Перша стрільба виконується на установці, що відповідає стартовому номеру спортсменки, далі - в порядку прибуття біатлоністок на стрільбу. На кожній стрільбі біатлоністка повинна влучити в 5 мішеней. За кожен невлучний постріл вона карається додатковим колом довжиною 150 м.

## Призери сезону 2014-15 років
| Медаль  | Біатлоністка    | Очки |
| ------- | --------------- | ---- |
| Золото: | Франциска Пройс | 218  |
| Срібло: | Валя Семеренко  | 210  |
| Бронза: | Дарія Домрачева | 206  |

## Переможці й призери гонок
| Гонка:                                                                 | Золото:                    | Час               | Срібло:                         | Час               | Бронза:                    | Час               |
| Поклюка Протокол [Архівовано 22 грудня 2015 у Wayback Machine.]        | Кайса Мякяряйнен Фінляндія | 34:40.2 (1+0+0+0) | Габріела Соукалова Чехія        | 34:52.0 (0+0+0+0) | Ольга Подчуфарова Росія    | 35:07.9 (0+0+0+0) |
| Рупольдінг Протокол [Архівовано 20 січня 2015 у Wayback Machine.]      | Лаура Дальмаєр Німеччина   | 33:17.7 (0+0+0+0) | Марі Дорен-Абер Франція         | 33:33.0 (1+0+0+0) | Тіріл Екгофф Норвегія      | 33:39.6 (0+0+1+1) |
| Рупольдінг Протокол [Архівовано 28 січня 2016 у Wayback Machine.]      | Габріела Соукалова Чехія   | 41:13.2 (0+0+0+0) | Франціска Гільдебранд Німеччина | 41:27.1 (0+0+0+1) | Лаура Дальмаєр Німеччина   | 41:37.6 (0+1+0+1) |
| Кенмор Протокол [Архівовано 28 січня 2016 у Wayback Machine.]          | Доротея Вірер Італія       | 36:50.0 (1+0+0+0) | Марі Дорен-Абер Франція         | 37:10.8 (0+0+0+1) | Габріела Соукалова Чехія   | 37:40.3 (0+0+0+1) |
| Гольменколлен Протокол [Архівовано 13 березня 2016 у Wayback Machine.] | Марі Дорен-Абер Франція    | 35:28.5 (0+0+0+0) | Лаура Дальмаєр Німеччина        | +7.3 (0+0+1+0)    | Кайса Мякяряйнен Фінляндія | +8.1 (0+0+1+0)    |

## Поточна таблиця
| #  | Біатлоністка                | ПОК | РУ1 | РУ2 | КЕН | ЧС | Х-М* | Разом |
| -- | --------------------------- | --- | --- | --- | --- | -- | ---- | ----- |
|    | Габріела Соукалова (CZE)    | 54  | 36  | 60  | 48  | 43 |      | 241   |
| 2  | Марі Дорен-Абер (FRA)       | 36  | 54  | 32  | 54  | 60 |      | 236   |
| 3  | Лаура Дальмаєр (GER)        | 30  | 60  | 48  | 36  | 54 |      | 228   |
| 4  | Кайса Мякяряйнен (FIN)      | 60  | 28  | —   | 43  | 48 |      | 179   |
| 5  | Франціска Гільдебранд (GER) | 24  | 24  | 54  | 40  | 27 |      | 169   |
| 6  | Анаїс Бескон (FRA)          | 22  | 43  | 21  | 38  | 40 |      | 164   |
| 7  | Олена Підгрушна (UKR)       | 38  | 40  | 26  | 31  | 23 |      | 158   |
| 8  | Доротея Вірер (ITA)         | 21  | 12  | 34  | 60  | 21 |      | 148   |
| 9  | Вероніка Віткова (CZE)      | 43  | 32  | 6   | 23  | 38 |      | 142   |
| 10 | Тіріл Екгофф (NOR)          | 29  | 48  | 43  | —   | 14 |      | 134   |
| 11 | Надія Скардіно (BLR)        | 40  | 20  | 38  | —   | 31 |      | 129   |
| 12 | Сюзан Данклі (USA)          | 18  | 38  | 18  | 2   | 30 |      | 106   |
| 13 | Христина Гузік (POL)        | 20  | 18  | 30  | 14  | 22 |      | 104   |
| 14 | Юлія Джима (UKR)            | 23  | 30  | 36  | —   | 12 |      | 101   |
| 15 | Ольга Подчуфарова (RUS)     | 48  | 23  | 29  | —   | —  |      | 100   |
| 16 | Ева Пускарчикова (CZE)      | 28  | 25  | 16  | 29  | —  |      | 98    |
| 17 | Ліза Тереза Гаузер (AUT)    | 34  | 16  | DNF | 27  | 20 |      | 97    |
| 18 | Франциска Пройс (GER)       | 31  | —   | —   | 30  | 34 |      | 95    |
| 19 | Магдалена Гвіздон (POL)     | 8   | 34  | 27  | 10  | 16 |      | 95    |
| 20 | Карін Обергофер (ITA)       | 14  | 26  | 31  | 21  | —  |      | 92    |
| 21 | Моніка Гойніш (POL)         | 26  | 29  | 20  | 6   | —  |      | 81    |
| 22 | Ванесса Гінц (GER)          | 32  | 22  | 24  | —   | —  |      | 78    |
| 23 | Міріам Гесснер (GER)        | 2   | 14  | 25  | 34  | —  |      | 75    |
| 24 | Марен Гаммершмідт (GER)     | 27  | 2   | 40  | —   | —  |      | 69    |
| 25 | Марте Олсбю (NOR)           | —   | —   | —   | 28  | 36 |      | 64    |
| 26 | Татідзакі Фуюко (JPN)       | —   | 31  | —   | 20  | —  |      | 51    |
| 27 | Катерина Юрлова (RUS)       | —   | —   | —   | 22  | 28 |      | 50    |
| 28 | Ірина Варвинець (UKR)       | —   | —   | —   | 24  | 25 |      | 49    |
| 29 | Дарія Віролайнен (RUS)      | 10  | 6   | —   | 32  | —  |      | 48    |
| 30 | Росанна Кроуфорд (CAN)      | —   | —   | 22  | —   | 26 |      | 48    |
| 31 | Жустін Бреза (FRA)          | —   | —   | —   | 12  | 29 |      | 41    |
| 32 | Ольга Абрамова (UKR)        | 16  | 10  | 14  | —   | —  |      | 40    |
| 33 | Пауліна Фіалкова (SVK)      | —   | 27  | 12  | —   | —  |      | 39    |
| 34 | Фанні Гурн-Біркеланд (NOR)  | —   | —   | —   | —   | 32 |      | 32    |
| 35 | Селіна Гаспарен (SUI)       | —   | —   | 28  | 4   | —  |      | 32    |
| 36 | Селія Емоньє (FRA)          | —   | —   | —   | 26  | —  |      | 26    |
| 37 | Галина Вишневська (KAZ)     | —   | —   | 8   | —   | 18 |      | 26    |
| 38 | Луїзе Куммер (GER)          | —   | —   | —   | 25  | —  |      | 25    |
| 38 | Гільде Фенне (NOR)          | 25  | —   | —   | —   | —  |      | 25    |
| 40 | Ліза Віттоцці (ITA)         | —   | —   | —   | —   | 24 |      | 24    |
| 41 | Сіннове Солемдаль (NOR)     | —   | —   | 23  | —   | —  |      | 23    |
| 42 | Марі Лаукканен (FIN)        | —   | 21  | —   | —   | —  |      | 21    |
| 43 | Федеріка Санфіліппо (ITA)   | 12  | —   | DNS | 8   | —  |      | 20    |
| 44 | Байда Бендіка (LAT)         | —   | —   | —   | 18  | —  |      | 18    |
| 45 | Каролін Горхлер (GER)       | —   | —   | —   | 16  | —  |      | 16    |
| 46 | Валя Семеренко (UKR)        | 4   | —   | —   | —   | 10 |      | 14    |
| 47 | Луціє Харватова (CZE)       | 6   | 8   | —   | —   | —  |      | 14    |
| 48 | Дарія Юркевич (BLR)         | —   | —   | 10  | —   | —  |      | 10    |
| 49 | Ганна Дрейссігакер (USA)    | —   | —   | —   | —   | 8  |      | 8     |
| 50 | Мона Брорссон (SWE)         | —   | —   | —   | —   | 6  |      | 6     |
| 51 | Яна Герекова (SVK)          | —   | 4   | —   | —   | —  |      | 4     |
| 51 | Інгела Андерссон (SWE)      | —   | —   | —   | —   | 4  |      | 4     |
| 53 | Анаїс Шевальє (FRA)         | —   | —   | —   | —   | 2  |      | 2     |

20 березня в Ханти-Мансійську піднявся ураганний вітер. Була повалена освітлювальна щогла поблизу біатлонного стадіону. З міркувань безпеки журі скасувало проведення чоловічого та жіночого мас-стартів

## Виноски
1. ↑  International Biathlon Union - Both Mass Start Competitions Cancelled. www4.biathlonworld.com. Архів оригіналу за 2 квітня 2016. Процитовано 20 березня 2016.
2. ↑  Масс-старты в Ханты-Мансийске отменены!. www.biathlon.com.ua. Архів оригіналу за 23 березня 2016. Процитовано 20 березня 2016.